# Muttahida Qaumi Movement
De Muttahida Qaumi Movement (Urdu: متحدہ قومی موومنٹ) is een politieke partij in Pakistan. Ze organiseert de oorspronkelijk uit India gevluchte bevolking in met name Karachi, welke stad ze ook bestuurt. De partij sloot in het verleden coalities met de PPP van Benazir Bhoetto, maar ook met generaal Pervez Musharraf. Bij de verkiezingen van 2008 werd de MQM
de vierde partij van het land.
De MQM levert regelmatig een bijdrage aan het politieke geweld in Karachi. Zo werden in augustus 2010 na een moordaanslag op een van haar parlementsleden 34 mensen doodgeschoten. De MQM werd in 2013 door Imran Khan van de PTI beschuldigd van de moord op diens plaatsvervanger Zahra Shahid Hussain.
De leider van de MQM, Altaf Hussain, leeft sinds maart 1992 in Londen. De Pakistaanse veiligheidsdiensten vervolgden de MQM toen omdat ze zou proberen met geweld de macht in Karachi uit te oefenen. Ook plaatsvervangend leider Imran Farooq vluchtte naar Londen, maar werd daar 16 september 2010 voor zijn huis doodgestoken. Alraf Hussain wordt ervan beschuldigd in zijn toespraken zijn aanhang op te hitsen tot geweld tegen tegenstanders. Begin juni 2014 werd hij gearresteerd op aanklacht van witwaspraktijken.